# Khmelnytskyi (huyện)
Huyện Khmelnytskyi (tiếng Ukraina: Хмельницький район, chuyển tự: Khmelnytskyis’kyi raion) là một huyện của tỉnh Khmelnytskyi thuộc Ukraina. Huyện Khmelnytskyi có diện tích 1227 kilômét vuông, dân số theo điều tra dân số ngày 5 tháng 12 năm 2001 là 54931 người với mật độ 45 người/km2. Trung tâm huyện nằm ở Khmelnytskyi.